# Maria Beccadelli di Bologna

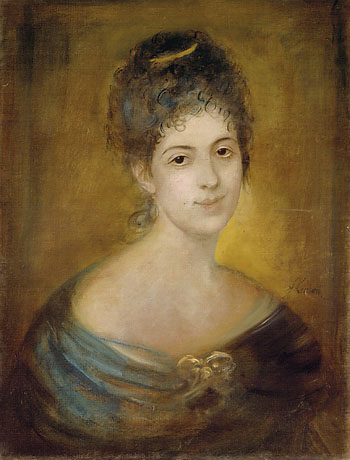
Marie Gräfin Dönhoff. Porträt von Franz von Lenbach, 1873

Marie Anna Zoë Rosalie Fürstin von Bülow, geschiedene Gräfin von Dönhoff, geborene Beccadelli di Bologna, Marchesa di Altavilla, Principessa di Camporeale (* 6. Februar 1848 in Neapel; † 26. Januar 1929 in Rom) war eine Berliner Salonnière und Gattin des Reichskanzlers und preußischen Ministerpräsidenten Bernhard Fürst von Bülow (1849–1929).

## Leben
Maria Becadelli di Bologna war die Tochter von Domenico Beccadelli di Bologna (1826–1863), Principe di Camporeale und der Laura, geb. Acton (1829–1915). Ihre Mutter heiratete nach dem Tode Domenicos in zweiter Ehe den italienischen Ministerpräsidenten Marco Minghetti (1818–1886) und spielte eine große Rolle in der italienischen und deutschen Aristokratie.

### Gesellschaftliche Rolle
Maria, die sich nach ihrer Heirat mit einem preußischen Diplomaten auch Marie nannte, avancierte früh in die höchsten Kreise der preußischen Hofgesellschaft und profilierte sich durch ihre intellektuellen und musischen Fähigkeiten; sie spielte hervorragend Klavier, schwärmte – wie ihre Freundin Marie von Schleinitz – für die Musik Richard Wagners und war eine Vertraute der preußischen Kronprinzessin Victoria, die sogar ein Porträt Marias malte. Deren Sohn Prinz Wilhelm, der spätere Kaiser Wilhelm II., verehrte die Gräfin in seiner Jugend sehr.

Fürst und Fürstin Bülow auf Norderney, 1905

Schon als Diplomatengattin in Wien führte sie in den 1870er Jahren einen Salon. Anfang der 1880er Jahre verliebten der junge Diplomat Bernhard von Bülow und sie sich heftig ineinander. Ihrer Heirat standen jedoch mehrere Hindernisse entgegen: Da Maria sowohl nach protestantischem als auch nach katholischem Recht getraut worden war, musste sie sich nicht nur scheiden lassen, sondern auch die päpstliche Annullierung ihrer ersten Ehe erreichen, was 1884 schließlich gelang; Bülow, damals Botschaftsrat in St. Petersburg, erhielt eines Tages folgendes Telegramm von ihr: „Annullation ausgesprochen, selig Marie“. Hinzu traten gesellschaftliche Komplikationen, da die Ehe mit einer geschiedenen Frau in preußischen Hofkreisen damals nicht gern gesehen wurde; nur mit einiger Hartnäckigkeit erlangte Bülow schließlich den erforderlichen Ehekonsens durch seinen obersten Vorgesetzten, Fürst Bismarck, der noch wenige Jahre zuvor seinem eigenen Sohn, Graf Herbert von Bismarck, die Ehe mit der geschiedenen Fürstin Elisabeth zu Carolath-Beuthen verboten hatte.
Als Bülow 1893 Botschafter in Rom wurde, waren ihm Marias gesellschaftliche Kontakte in ihrer alten Heimat eine wertvolle Unterstützung. Nach seiner Ernennung zum Staatssekretär des Auswärtigen 1897 schließlich eröffnete sie in Berlin einen Salon, in dem vorwiegend Politiker, Diplomaten und hochrangige Militärs verkehrten; manche Gäste, wie der Diplomat Hans von Wangenheim, mokierten sich über den zeremoniellen, offiziösen Charakter der dortigen Zusammenkünfte, der wenig mit den literarischen Salons der Zeit gemein hatte. Eine gefeierte Schönheit und von feiner intellektueller Bildung, sagte man ihr nach, ihrem Mann, der sie sehr verehrte, geistig überlegen zu sein. Gemeinsam mit ihrer Mutter Laura spielte sie bis zu Beginn des Ersten Weltkriegs eine prägende Rolle in der Berliner Gesellschaft.

### Ehen
Maria Beccadelli heiratete am 15. Mai 1867 in Lugano den preußischen Diplomaten Karl August Graf von Dönhoff (1833–1906). Die Ehe wurde 1882 nach preußischem Recht geschieden und 1884 vom Vatikan annulliert. Dieser Ehe entstammt eine Tochter, Eugenie (1868–1946), die mit dem Diplomaten Nikolaus von Wallwitz (1852–1941) verheiratet war.
Am 9. Januar 1886 heiratete sie in Wien den preußischen Diplomaten Bernhard von Bülow.
Maria von Bülow wurde auf dem Friedhof Nienstedten beigesetzt.